# 水戸京王東宝劇場
水戸京王東宝劇場（みとけいおうとうほうげきじょう）は、かつて茨城県水戸市にあった映画館。
1953年に水戸銀座映画劇場（みとぎんざえいがげきじょう）として開業し、1960年頃に水戸宝塚映画劇場（みとたからづかえいがげきじょう）となる。その後は上記の館名を経て、運営会社変更により1989年に水戸サンリオ東宝（みとサンリオとうほう）と改称したが、1992年1月26日をもって閉館した。

## データ
- 所在地：茨城県水戸市南町1丁目4-14
  - 開業当時の水戸市南町242→南町424
  - 現況は駐車場「ONE'S PARK 南町第6駐車場」[2]
- 観客定員数：360名（1955年）→407名（1966年）→294名（1989年）[注 1]

## 略歴・概要
1953年（昭和28年）1月、茨城県水戸市南町242に水戸銀座映画劇場として設立・開業される。開業当時の支配人は柴田厚で、柴田は同時期に同市仲町に開業した水戸オデオン座と、その前年（1952年）に開業した水戸松竹映画劇場（のちの水戸京王グランド）も経営していた。開業した1953年の時点では、水戸市内の映画館はこの3館を含めて8館が存在しており、2年後の1955年（昭和30年）の時点でも変わらなかった。
全国の映画館数がピークに達した1960年（昭和35年）頃、銀座映画劇場は京王グループの京王映画に経営権が譲渡され、水戸宝塚映画劇場に改称。1966年（昭和41年）頃の支配人は副島隆二で、主に大映や洋画作品を上映していたが、大映が経営悪化し始めた1969年（昭和44年）頃から東宝系の封切館に転じ、水戸京王東宝劇場と改称。以後『ゴジラ』等の怪獣・特撮映画や、山口百恵・三浦友和主演シリーズ、ドラえもん映画作品等のヒット作を輩出した。
1988年（昭和63年）3月12日、東京都新宿区にあった新宿京王（2スクリーン）が閉館すると、京王グループは映画館事業からの撤退を発表。水戸京王グランドが11月25日に閉館へ追い込まれた2か月後の1989年（平成元年）1月、京王映画からサンリオに譲渡され、水戸サンリオ東宝と改称した。しかし、わずか3年後の1992年（平成4年）1月26日、『ゴジラvsキングギドラ』（大森一樹監督）の上映をもって閉館し、39年間の歴史に幕を閉じた。
劇場跡地はゲームセンター「プレイステージ ウィン」が1999年（平成11年）にオープンしたが、2016年（平成28年）1月31日をもって閉店・解体され、現在は駐車場となっている。

### 閉館後
閉館後は県庁所在地なのにもかかわらず長らく東宝系映画館が市内に存在しないという状況が続き、東宝配給の映画は東映系の水戸東映シネマなどで上映されていたが、2005年（平成17年）11月9日に東宝直営のシネマコンプレックス、TOHOシネマズ水戸内原が開館し、14年弱ぶりに復活した。